# 3479 Malaparte
3479 Malaparte este un asteroid din centura principală, descoperit pe 3 octombrie 1980 de Zdeňka Vávrová.